# أيمكنك أن تسامحني؟
أيمكنك أن تسامحني؟(بالإنجليزية: Can You Ever Forgive Me? )‏،فيلم سيرة ذاتية درامي أمريكي من إنتاج عام 2018.الفيلم من إخراج مارييل هيلر وسيناريو نيكول هولوفسنر وجيف ويتلي،الفيلم مبني على مذكرات لي إسرائيل والتي تحمل نفس أسم الفيلم.الفيلم من بطولة ميليسا مكارثي في دور إسرائيل.
تم عرض الفيلم لأول مرة في مهرجان تيلورايد السينمائي يوم 1 سبتمبر 2018،وعرض الفيلم في الولايات المتحدة يوم 19 أكتوبر 2018 من قبل شركة فوكس سيرش لايت بيكتشرز.

## ملخص الفيلم
```
لي إسرائيل (ميليسا مكارثي)، صديقة القطط وأفضل كُتاب السيّر الذاتية المشاهير. حيث عاشت حياتها خلال السبعينات والثمانينات ترصد ملامح النجمات الشهيرات، مثل: (كاثرين هيبورن، تالولا بانكهيد، إستي لاودر، والصحفية دوروثي كيل).. عندما تتوقف لي عن نشر كتاباتها عاجزة عن مجاراة الأذواق الحالية؛ تُحوَِل عملها الفني إلى الخداع والغش، بتحريض ومعاونة صديقها الوفي (جاك).
[
5
]
```

## طاقم العمل
- ميليسا مكارثي في دور لي إسرائيل
- ريتشارد جرانت في دور جاك هوك
- جين كورتين في دور مارجوري
- آنا ديفر سميث في دور إيلين
- بن فالكون في دور آلان شميت

## التصوير
بدأ تصوير الفيلم في يناير 2017 بمدينة نيويورك وانتهى في مارس من نفس العام.

## إصدار الفيلم
عرض الفيلم لأول مرة في مهرجان تيلورايد السينمائي يوم 1 سبتمبر 2018، وتم عرضه في مهرجان تورونتو السينمائي الدولي سبتمبر 2018  وعرض الفيلم في صالات الولايات المتحدة يوم 19 أكتوبر 2018.

## الاستقبال
حصل الفيلم على نسبة إقبالٍ هي 98 بالمئة من النقاد بناءً على 61 مراجعة على موقع الطماطم الفاسدة بمتوسط 8.4/10.

## روابط خارجية
- أيمكنك أن تسامحني؟ على موقع IMDb (الإنجليزية)
- أيمكنك أن تسامحني؟ على موقع ميتاكريتيك (الإنجليزية)
- أيمكنك أن تسامحني؟ على موقع روتن توميتوز (الإنجليزية)
- أيمكنك أن تسامحني؟ على موقع ألو سيني (الفرنسية)
- أيمكنك أن تسامحني؟ على موقع Turner Classic Movies (الإنجليزية)
- أيمكنك أن تسامحني؟ على موقع أول موفي (الإنجليزية)
- أيمكنك أن تسامحني؟ على موقع بوكس أوفيس موجو (الإنجليزية)
- أيمكنك أن تسامحني؟ على موقع فيلمافينيتي (الإسبانية)
- أيمكنك أن تسامحني؟ على موقع قاعدة بيانات الفيلم (الإنجليزية)
- أيمكنك أن تسامحني؟ على موقع ليتربوكسد (الإنجليزية)